# حسن‌آباد ابریزه
حسن‌آباد ابریزه، روستایی از توابع بخش مرکزی شهرستان تیران و کرون در استان اصفهان ایران است.

## جمعیت
این روستا در دهستان رضوانیه قرار دارد و براساس سرشماری مرکز آمار ایران در سال ۱۳۸۵، جمعیت آن ۱٬۲۲۹ نفر (۳۵۳خانوار) بوده‌است.